# شاه‌لار حسینوف
شاه‌لار عیسی اوغلو حسینوف (به ترکی آذربایجانی: Şahlar Hüseynov) (زاده ۲۶ نوامبر ۱۹۶۸، هانکاوان، ارمنستان شوروی - درگذشت ۱۰ آوریل ۱۹۹۲، شهرستان ترتر، جمهوری آذربایجان) قهرمان ملی جمهوری آذربایجان و از وشته‌شدگان جنگ قره‌باغ در اوایل دهه ۱۹۹۰ میلادی بود.

## سنین جوانی و تحصیل
حسینوف در ۲۶ نوامبر ۱۹۶۸ در روستای هانکاوان ارمنستان شوروس زاده شد. در سال ۱۹۸۵، تحصیلات متوسطه خود را در دبیرستان روستای هانکاوان به پایان رساند. حسینوف از سال ۱۹۸۶ تا ۱۹۸۸ در نیروهای مسلح شوروی خدمت کرد.

## زندگی شخصی
او مجرّد بود.

## جنگ قره‌باغ
هنگامی که خوجالی در ۲۶ فوریه ۱۹۹۲ در جریان جنگ قره‌باغ به دست نیروهای مسلح ارمنستان افتاد، حسینوف داوطلبانه به گردان گنجه پیوست و به خط مقدم رفت. از آنجا که حسینوف می‌توانست به زبان ارمنی روان صحبت کند، او همیشه برای جمع‌آوری اطلاعات در مورد برنامه‌های نظامی به عملیات اطلاعاتی فرستاده می‌شد. در ۱۰ آوریل ۱۹۹۲، از حمله سربازان ارمنی به روستای ماراقا جلوگیری شد و حسینوف در آن نبرد کشته شد.

## افتخارات
شاه‌لار عیسی اوغلو حسینوف پس از مرگ با حکم ریاست جمهوری شماره ۸۳۳ مورخ ۷ ژوئن ۱۹۹۲، عنوان قهرمان ملی جمهوری آذربایجان را دریافت کرد.
وی در گورستان بلوار شهدای شهر گنجه به خاک سپرده شد.

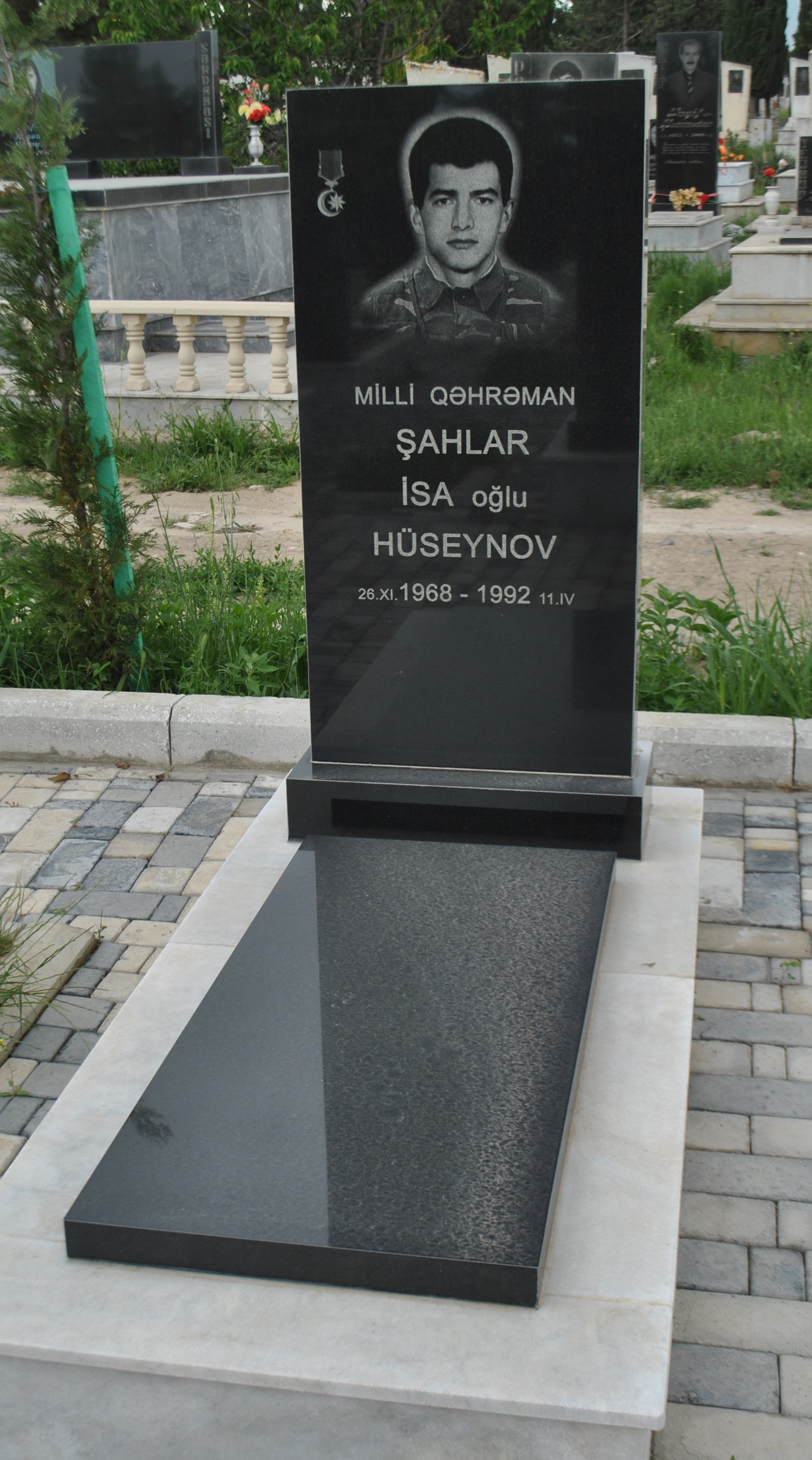
آرامگاه حسینوف

خیابانی در گنجه به نام وی نامگذاری شده است.

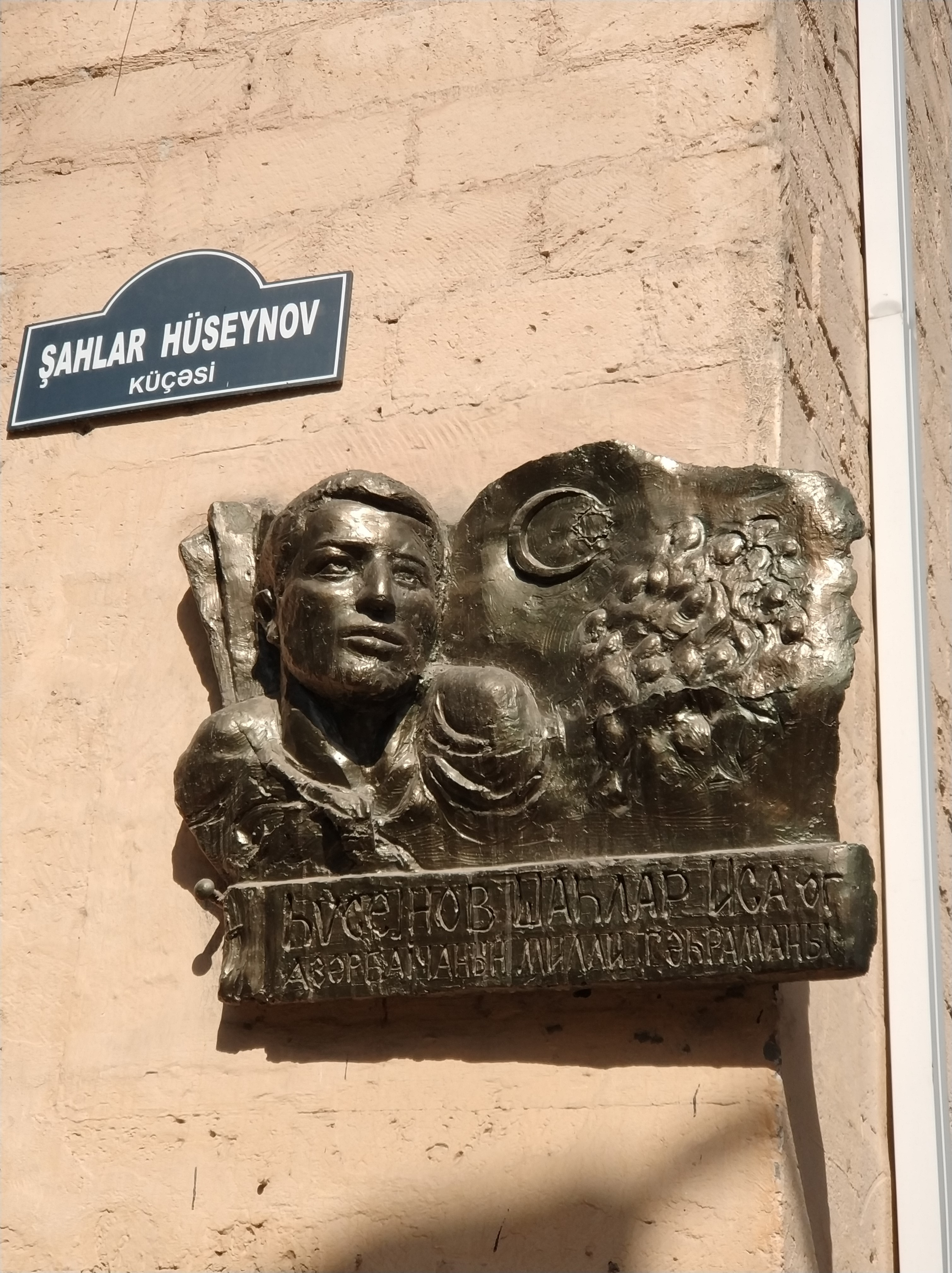